# Parasibirskite
La parasibirskite è un minerale.

## Etimologia
Il nome deriva dal greco παρά, parà, che significa nei pressi, vicino, ad indicarne le somiglianze con la sibirskite, con la quale è dimorfica.